# Тингатинга
Тингатинга — стиль живописи, названный по имени его создателя, танзанийского художника 1960-х гг. Эдуардо Тингатинга (1932—1972). Для создания картин используется эмалевая краска, которая наносится на муслин. Традиционными сюжетами являются изображения зверей, птиц или человеческих силуэтов.
Первые картины размером примерно 60х60 см рисовались на стенах домов и на картоне. В связи с этим другое название стиля тингатинга — квадратная живопись.
Изображение картин Тингатинга плоское, перспектива изображения отсутствует. Когда в 1972 году Тингатинга умер, его стиль был настолько популярен, что началось широкое движение подражателей и последователей, иногда неофициально называемых «Школа Тингатинга». Из-за короткой художественной жизни Tingatinga оставил лишь относительно небольшое количество картин, которые ищут коллекционеры. Сегодня известно, что подделки были сделаны из всех известных картин Тингатинга, таких как Лев, Павлин на дереве Баобаба, Антилопа, Леопард, Буффало или Обезьяна.
После смерти Тингатинга его шесть прямых последователей попытались организовать сообщество. К этой группе присоединились родственники Тингатинга, которые позже будут называться «Партнерством Тингатинга (или Тинга Тинга)». Не все сторонники Тингатинга согласились участвовать в партнерстве; некоторые создали новую группу в Slipway. В 1990 году Tingatinga Partnership превратилось в общество, переименованное в Tingatinga Arts Cooperative Society (TACS). Хотя TACS обычно признается самым авторитетным представителем наследия Тингатинга, только небольшая часть художников Tingatinga напрямую связана с этим обществом.